# Flavano
Il flavano è il capostipite di una classe di sostanze chimiche appartenenti ai flavonoidi, denominati flavani.